# Рід-Бріг
Рід-Бріг (нім. Ried-Brig) — громада  в Швейцарії в кантоні Вале, округ Бріг.

## Географія
Громада розташована на відстані близько 85 км на південний схід від Берна, 55 км на схід від Сьйона.
Рід-Бріг має площу 47,6 км², з яких на 2,7% дозволяється будівництво (житлове та будівництво доріг), 17,9% використовуються в сільськогосподарських цілях, 32,5% зайнято лісами, 46,8% не є продуктивними (річки, льодовики або гори).

## Демографія
2019 року в громаді мешкало 2111 осіб (+10,5% порівняно з 2010 роком), іноземців було 8,5%. Густота населення становила 44 осіб/км².
За віковим діапазоном населення розподілялося таким чином: 22,1% — особи молодші 20 років, 59,4% — особи у віці 20—64 років, 18,5% — особи у віці 65 років та старші. Було 848 помешкань (у середньому 2,5 особи в помешканні).
Із загальної кількості 401 працюючого 77 було зайнятих в первинному секторі, 46 — в обробній промисловості, 278 — в галузі послуг.